# Marjan Skumavc
Marjan Skumavc, slovenski akademski slikar, risar, karikaturist, novinar, boksar in športni delavec * 24. maj 1947, Jurklošter, † 7. september 2011, Biribaci, Babići, Istra, Hrvaška.

## Življenjepis
Mladost je preživljal na Notranjskem in na Gorenjskem. Na Jesenicah se je izučil za zidarja, nato pa se je vpisal na Šolo za oblikovanje v Ljubljani, ki jo je končal leta 1967.
Na Akademiji za likovno umetnost v Ljubljani je diplomiral leta 1972 (prof. Gabriel Stupica) in nato dve leti študiral na specialki pri profesorju Janezu Berniku. Bil je dobitnik študentske Prešernove nagrade.
V mladosti se je ukvarjal z borilnimi športi in bil dvakrat slovenski prvak v boksu. Pri dnevniku Delo je bil zaposlen kot novinar. Članke objavljal tudi v Slovenskih novicah in Nedelu, kjer je vrsto let ustvarjal Nočno kroniko, s katero je na slovenskem vpeljal nov poročevalski stil, ki ga mnogi posnemajo. Sodeloval je v gasilski ekipi ČGP Delo.
Med tridesetletnim novinarskim delom (pokrival je področja, kot so kriminal, sociala, kultura, reportaža …) je slikal, imel okoli petdeset samostojnih razstav, sodeloval na številnih kolonijah in skupinskih razstavah. 
Po letu 2000 se je ukvarjal le še s slikarstvom. Živel in ustvarjal je v Ljubljani in v Istri.

### Konjiško obdobje
V Slovenskih Konjicah je slikar deloma živel in ustvarjal dobrih deset let. Tukaj je tudi dokončal nekatere zelo pomembne slike svojega opusa, npr. Maratovo smrt. Zagotovo je bilo to eno srečnejših obdobij njegovega življenja, kar se pozna tudi iz njegovega ustvarjanja.
Odprtje razstave »Marjan Skumavc (1947-2011): iz konjiške delavnice« , v letu 2017, (ob sedemdesetletnici slikarjevega rojstva), je zato tudi neke vrste hommage Skumavčevim povezavam z mestom Slovenske Konjice, pa tudi njegovi tedanji tukajšnji ljubezni.

## Skumavčevi likovni dnevi naResniku
Skumavčevi likovni dnevi na Resniku (na Pohorju) so likovna kolonija, ki je nasledila Likovna druženja na Resniku (2008-12) in je najvišje locirana slovenska likovna kolonija v najvišje ležečem kraju v občini Zreče. 
Namen kolonije je z umetniškimi deli ohranjati pesniško izročilo pohorskega pesnika Jurija Vodovnika, njegov lik in okolje, v katerem je pesnik živel in pesnil. Kolonija se imenuje po Marjanu Skumavcu, akademskemu slikarju, ki je organizatorjem pomagal ustanoviti kolonijo in na njej prva štiri leta tudi aktivno sodeloval. Njegov portretni bronasti kip kiparke Metke Kavčič so tam odkrili leta 2018.